# Pallavolo ai V Giochi panafricani
I tornei di pallavolo ai V Giochi panafricani si sono disputati durante la V edizione dei Giochi panafricani, che si è svolta a Il Cairo, in Egitto, nel 1991.

## Podi
| Evento                      | Oro     | Argento | Bronzo  |
| Torneo maschile (dettagli)  | Algeria | Egitto  | Tunisia |
| Torneo femminile (dettagli) | Kenya   | Egitto  | Camerun |